# William de Jesús Ruiz Velásquez
William de Jesús Ruiz Velásquez (* 2. Oktober 1942 in Entrerríos, Departamento de Antioquia; † 25. Juni 2024 in Medellín) war ein kolumbianischer römisch-katholischer Priester,  Apostolischer Präfekt von Leticia und Pfarrer der Pfarrei Mercedes de Yarumal.

## Leben
William de Jesús Ruiz Velásquez studierte Philosophie und Theologie am Priesterseminar St. Thomas von Aquin im Bistum Santa Rosa de Osos. An der Katholischen Universität von Paris absolvierte er ein Masterstudium in Katechetik. Er empfing am 7. August 1966 die Diakonenweihe. Bischof Miguel Ángel Builes Gómez spendete ihm am 11. September 1966 das Sakrament der Priesterweihe für das Bistum Santa Rosa de Osos. Dort übernahm er zahlreiche pastorale Ämter, darunter Vizekanzler der Kurie und Notar des Kirchengerichts (1969), Diözesanpromotor für die Berufungspastoral (1973), Vikar für die Diözesanpastoral (1995) und Koordinator für die Familienpastoral (1996).
Papst Johannes Paul II. ernannte ihn am 8. Juli 1997 zum Apostolischen Präfekten von Leticia im Departamento de Amazonas im äußersten Süden Kolumbiens,  ein Amt, das er bis 23. Oktober 2000 innehatte. Nach seiner Rückkehr in seine Heimatregion war er von 2001 bis 2016 Pfarrer in den Gemeinden Amalfi, Yarumal und Donmatías. Dort unterstützte er auch verschiedene kommunale Entwicklungsprozesse und förderte Initiativen in den Bereichen Bildung, Verteidigung des Lebens und Institutionalismus. Er war ständiger Mitarbeiter des Verwaltungsrats der Genossenschaft Fraternidad Sacerdotal.